# Наттават Чомчуен
Наттават Чомчуен (Natthawat Chomchuen, род. 31 июля 2001 года) — тайский тяжелоатлет, выступающий в весовой категории до 55 кг. Чемпион мира 2024 года, бронзовый призёр чемпионата мира 2023 года, серебряный призёр летних юношеских Олимпийских игр 2018 года.

## Карьера
Выступает на мировом помосте вместе с братом близнецом Терапатом.
На летних юношеских Олимпийских играх 2018 года, которые состоялись в Буэнос-Айресе, Наттават стал вторым в соревнованиях тяжёлоатлетов в весовой категории до 56 кг. Его результат по сумме двух упражнений составил 239 кг. 
В Саудовской Аравии, где состоялся Чемпионат мира по тяжёлой атлетике 2023 года, тайский спортсмен в категории до 55 кг завоевал бронзовую медаль чемпионата мира с результатом 259 кг по сумме двух упражнений. Малая бронзовая медаль в толчке с результатом 143 кг также досталась ему.
В декабре 2024 года в Манаме, на чемпионате мира, в весовой категории до 55 кг стал чемпионом с результатом 273 кг. В упражнении рывок был третьим (120 кг), а в упражнении толчок вторым (153 кг). 

## Спортивные результаты
| Год  | Соревнование   | Место проведения | Весовая категория | Рывок  | Толчок | Сумма двоеборья | Место |
| 2023 | Чемпионат мира | Эр-Рияд          | до 55 кг          | 116 кг | 143 кг | 259 кг          | 3     |
| 2024 | Чемпионат мира | Манама           | до 55 кг          | 120 кг | 153 кг | 273 кг          | 1     |